# Šmihel, Laško
Šmihel je naselje v Občini Laško.